# Basílica de San Lorenzo
La Basílica de San Lorenzo és una de les esglésies més grans de Florència; està situada a la plaça homònima que és la seu del mercat al centre de la ciutat. És el sepulcre de tots els membres principals de la família Medici des de Cosimo de Mèdici, fins a Cosimo III. Possiblement, és l'església més antiga de Florència i és considerada la primera església plenament renaixentista. Quan va ser consagrada, el 393, estava situada fora de la ciutat emmurallada. Durant tres-cents anys va ser la catedral de la ciutat abans que la plaça bisbal oficial fos transferida a l'església de Santa Reparata.

## Anàlisi formal

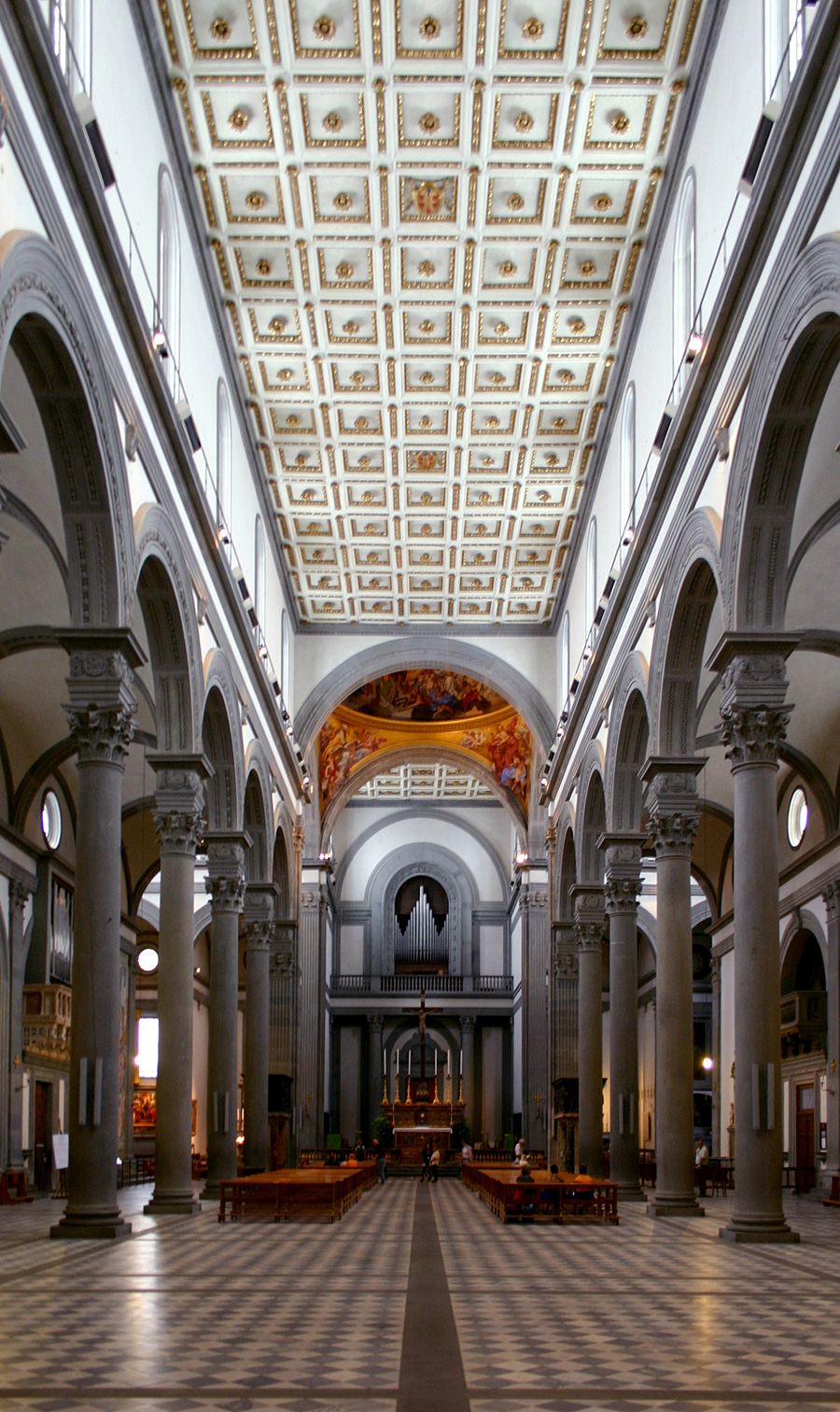
Nau central

La nau central és coberta d'un sostre arquitravat, mentre que les naus laterals són voltades. A ambdues bandes de la nau central s'alcen esveltes columnes corínties, els capitells de les quals es perllonguen en originals fragments d'entaulaments (compostos d'arquitrau, fris i cornisa). Sobre aquestes columnes recolzen arcs de mig punt que col·laboren a sostenir el cos de finestres superior i la coberta plana que corona la nau central.
Les naus laterals estan cobertes per voltes de quatre punts (o bufades) suportades, d'una banda, en les corresponents arcades de la nau central i, de l'altra, en els murs laterals. Els murs laterals estan pfapelles adossades. Aquestes pilastres corínties culminen en un entaulament que es correspon en alçada i forma amb la graciosa imitació que fan els capitells de les columnes de la nau central.
Al creuer hi ha una cúpula semiesfèrica sobre petxines. Brunelleschi, amb gran encert, va recuperar aquest sistema que permet de fer la transició d'una construcció de planta quadrada a una coberta semiesfèrica.
Brunelleschi s'inspirà en la basílica romana a l'hora d'edificar San Lorenzo, però en va allargar la planta i la va configurar de tal manera que totes les línies horitzontals convergeixen en un únic punt: l'altar. Els braços del transsepte són quadrats i de la mateixa mida que el creuer.
Brunelleschi va concebre l'espai interior com un espai summament harmoniós, basat en proporcions matemàtiques la mida del cos humà. L'interior de l'església consta de tres naus: una de central i dues de laterals. La nau central és el doble que les laterals, les quals tenen un seguit de capelles als costats, que es perllonguen per tot el perímetre de la planta. Columnes corínties amb el fust sense estries suporten els arcs de mig punt de la nau central; tant les columnes com els arcs estan fets amb una pedra de color gris fosc típica de Florència, que contrasta amb el fons blanc de l'església. La coberta de la nau central és plana i està decorada amb cassetons. Al pis superior, s'obren grans finestrals que són la principal font de llum de l'edifici. Les naus laterals s'il·luminen gràcies als òculs situats damunt dels arcs de mig punt de les capelles.
San Lorenzo destaca per l'atractiva i ordenada distribució d'espais que fa que, quan l'espectador s'hi troba al bell mig, tots dos costats s'emmirallin en una perfecta simetria. Abans de començar l'edificació de les naus de San Lorenzo, Brunelleschi va iniciar la construcció de la sagristia vella (anomenada així en contraposició amb la que construiria un segle més tard Miquel Àngel, la sagristia nova), que finalitzà el 1428, i que consisteix en un espai quadrat cobert per una cúpula amb petxines. En una de les parets s'obre una capella, també quadrada i també coberta per una cúpula.
L'ús dels arcs de mig punt, de les columnes corínties i la distribució rítmica de les finestres tenen l'antecedent més immediat en el pòrtic de l'Hospital dels Innocents del mateix Brunelleschi. La planta de creu llatina s'inspira en les basíliques romanes i paleocristianes, mentre que la forma cúbica dels entaulaments damunt dels capitells recorda els àbacs romànics i romans d'Orient. Brunelleschi havia deixat en vida, moltes obres per acabar, per dedicar-se plenament a la seva obra cabdal; la cúpula de Santa Maria del Fiore.

## Interpretació

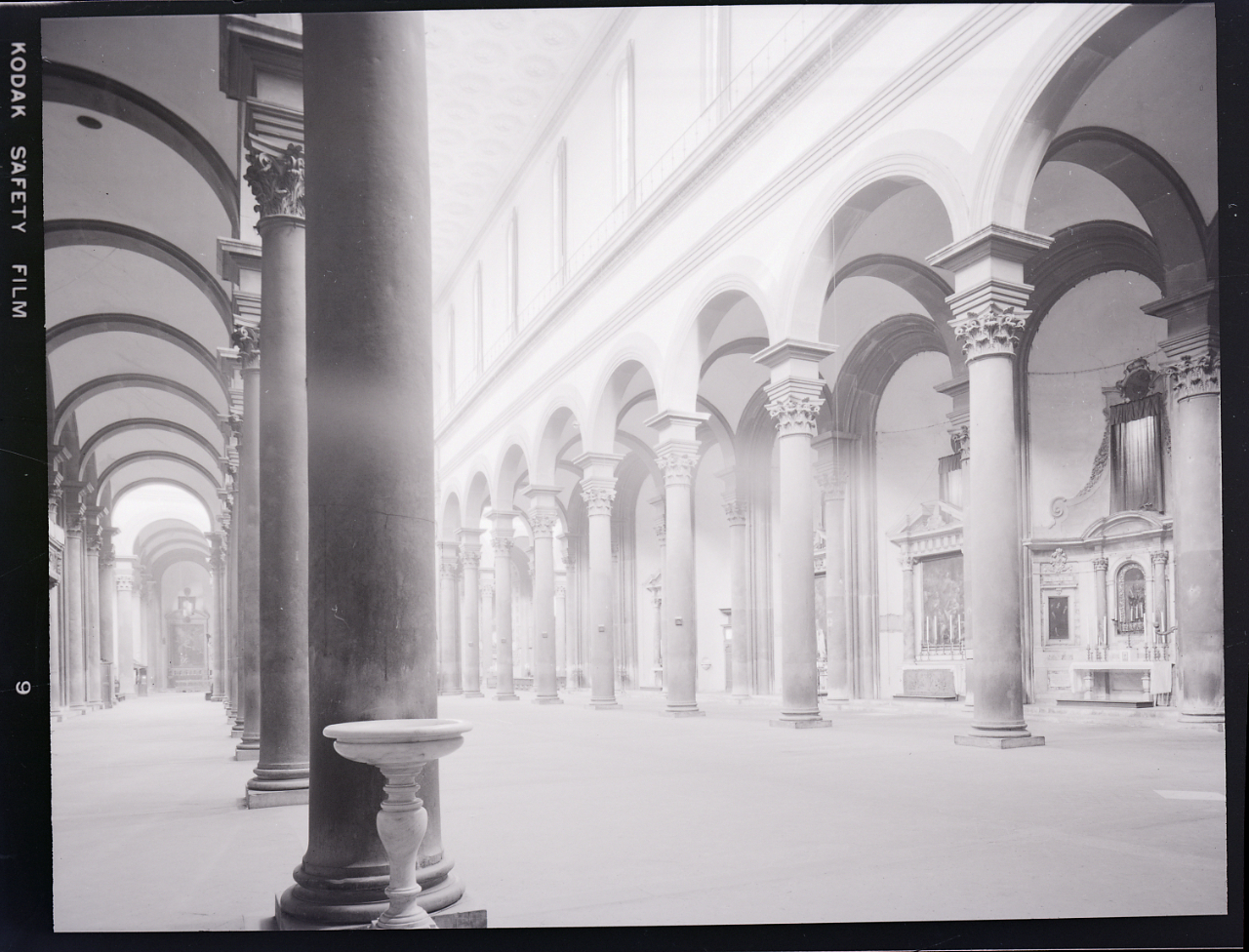
San Lorenzo

L'ordenació regular de l'espai, la simplicitat en la distribució dels elements i la utilització de columnes molt primes i arcs de mig punt per definir les diferents naus ofereixen al visitant una visió ampla i diàfana de l'interior, de tal manera que hi predomina clarament l'horitzontalitat per sobre la verticalitat. Les esglésies renaixentistes recuperaven la mida humana i subratllaven l'horitzontalitat recorrent a elements com les cornises i a una acurada perspectiva que dirigia convenientment la vista cap a un horitzó abastable per l'home. En el cas de San Lorenzo, les línies conflueixen subtilment en l'altar central. La pobresa ornamental i l'ús de la pedra grisa típica de Florència en els elements constructius (columnes, arcs, capitells...) i de l'estuc blanc a les cobertes obeeix a la voluntat de Brunelleschi d'erigir la seva obra arquitectònica com a gran protagonista, evitant la competència que podrien representar els artificis de pintors o escultors.
L'església era destinada als usos religiosos, però també cercava provocar en els visitants la sensació d'equilibri i de pau. Al mateix temps fou un exercici d'estil per part de l'autor.
La primera basílica de San Lorenzo es va construir el 380, és una de les esglésies més antigues de Florència. La basílica actual, la de Filippo Brunelleschi, es va començar a construir el 1421 promoguda pels Mèdici. Les feines de construcció es van haver d'interrompre per falta de recursos econòmics d'alguns mecenes. Al final, els Mèdici es van quedar sols i van invertir formidables sumes monetàries per concloure la basílica. En morir Brunelleschi el 1446, el mestre d'obres fou Antonio Manetti.
San Lorenzo té capelles amb retaules escultòrics fets per Miquel Àngel, com les tombes de Llorenç i Caterina de Mèdici. També té una escala i una biblioteca fets per Miquel Àngel sobre el claustre.